# Yūko Sanpei
Yūko Sanpei (三瓶 由布子?, Sanpei Yūko; Tokyo, 28 febbraio 1986) è un'attrice e doppiatrice giapponese.
È famosa soprattutto per aver doppiato Kanata Saionji in Daa! Daa! Daa!, Renton Thurston in Eureka Seven,Boruto Uzumaki in Boruto: Naruto Next Generations e Nozomi Yumehara/Cure Dream in Yes! Pretty Cure 5 e il suo seguito Yes! Pretty Cure 5 GoGo!.

## Doppiaggio

### Anime
2000
- Kanata Saionji in Daa! Daa! Daa!

2001
- Hoshino (2ª voce), Rikie, Kazuko Endo in Ojarumaru

2002
- Cocomo Perot in Galaxy Angel A
- Ragazzo in Monkey Typhoon

2003
- Ponzu in Di Gi Charat Nyo!
- Cocomo Perot in Galaxy Angel AA
- Nenji Nagihara, ragazza B, Yūki in Nanaka 6/17

2004
- Takeya Ikuhara (bambino) in DearS
- Cocomo Perot in Galaxy Angel X
- Jubei Yagyu in Jubei-chan 2 ~The Counter Attack of Siberian Yagyu~
- Shuuji Harima in School Rumble
- Masao-kun in Sweet Valerian

2005
- Studentessa in Canvas 2 ~Niji Iro no Sketch~
- Renton Thurston in Eureka Seven
- Ramen Spirit in Gyagu Manga Biyori
- Choro in MÄR
- Shinra Ioroi in Mushishi
- Ryō Ōta in Onegai My Melody

2006
- Akatsuki Izumo (bambino) in ARIA The NATURAL
- Bambino in Bokura ga Ita
- Jean Russell in D.Gray-man
- Seita in Gintama
- Ryō Ōta in Onegai My Melody ~Kuru Kuru Shuffle!~
- Sōta Suzukaze (2ª voce) in Otogi-Jushi Akazukin
- Shiori Ebisugawa, studentessa in Ouran High School Host Club
- Robotgirl in Robotboy
- Shuuji Harima in School Rumble Nigakki
- Pink Shokupanman, Violin-kun in Soreike! Anpanman
- Kasumi in Shinseiki Duel Masters Flash
- Kentaro in Yume Tsukai

2007
- Matt in Koisuru Tenshi Angelique ~Kagayaki no Ashita~
- Yoko Machi in Bokurano
- Maki in Darker than Black
- Henry in Hello Kitty Ringo no Mori to Parallel Town
- Paulette, Bressole in Les Misérables: Shōjo Cosette
- Syusuke Wakatsuki (bambino) in Myself ; Yourself
- Fūta and Lavina in Reborn!
- Takeshi Tsujido (bambino) in Sola
- Yuri Chvojka in Shakugan no Shana II
- Nozomi Yumehara/Cure Dream in Yes! Pretty Cure 5 e Yes! Pretty Cure 5 - Le Pretty Cure nel Regno degli Specchi

2008
- Joseph Jobson (10 anni) in Blassreiter
- Elmer in Dazzle
- Terumi "Aphrodi" Afuro Inazuma Eleven
- Copy Warp in Kaiba
- Eri Hoshino in Majin Tantei Nōgami Neuro
- Shuichi in Noramimi
- Nozomi Yumehara/Cure Dream in Yes! Pretty Cure 5 GoGo! e Yes! Pretty Cure 5 GoGo! - Buon compleanno carissima Nozomi
- Nakiami in Xam'd: Lost Memories
- Robotgirl in Robotboy

2009
- Hajime Yasaka in Natsu no Arashi!
- Selim Bradley/Pride in Fullmetal Alchemist: Brotherhood
- Chizuru Yoshida in Kimi ni todoke
- Kazue Nanpo in Saki
- Nozomi Yumehara/Cure Dream in Eiga Pretty Cure All Stars DX - Minna tomodachi Kiseki no zenin daishūgō!

2010
- Alexander Nikolaevich Hell in Seikon no Qwaser
- Tetsuo in Arakawa Under the Bridge
- Masamune Kadoya in Metal Fight Beyblade
- Kansui Bun'yaku in Ikkitousen: Xtreme Xecutor
- Shinya Satō in Mitsudomoe
- Melodytchi in Tamagotchi!
- Nozomi Yumehara/Cure Dream in Eiga Pretty Cure All Stars DX 2 - Kibō no hikari Rainbow Jewel wo mamore!

2011
- Alexander Nikolaevich Hell in Seikon no Qwaser II
- Gonta in Nekogami Yaoyorozu
- Haruto Tenjo, Obomi Yu-Gi-Oh! Zexal
- Ryo Akizuki in The Idolm@ster
- Nozomi Yumehara/Cure Dream in Eiga Pretty Cure All Stars DX 3 - Mirai ni todoke! Sekai wo tsunagu Niji-iro no hana

2012
- Kakeru Aizawa in Area no kishi
- Ka Ōta in Aikatsu!
- Hibito Nanba, Ena Kitamura in Uchu kyodai - Fratelli nello spazio
- Ka Aizawa in Area no kishi
- Flores Valdez, Nicholas Bacon in Kyōkai senjō no horizon II
- OL in Crayon Shin-chan
- Ryūji Sumeragi in Cross Fight Bidaman
- Kamome in Anpanman
- Light~tsuchi, Kiramamatchi, Melody~tsuchi, Aohana~tsuchi in Tamagotchi! Yume Kira Dream
- Hidenori in Danshi kōkōsei no nichijō
- Bono in Toriko
- Bambino in Natsuyuki Rendezvous
- Kashimu in Magi: The Labyrinth of Magic
- Quartz Christie A in Mōretsu uchū kaizoku
- Haruto Amaki in Yu-Gi-Oh! Zexal
- Mahiro Fuwa in Zetsuen no tempest

2013
- Kenta in Hakkenden

2014
- Nozomi Yumehara/Cure Dream in Eiga Pretty Cure All Stars New Stage 3 - Eien no tomodachi

2015
- Nozomi Yumehara/Cure Dream in Eiga Pretty Cure All Stars - Haru no carnival

2016
- Nozomi Yumehara/Cure Dream in Eiga Pretty Cure All Stars - Minna de utau Kiseki no mahō!
- Shingetsu Nagisa in Danganronpa 3: The End of Hope's Peak Academy Future Arc

2017
- Boruto Uzumaki in Boruto: Naruto Next Generations

2018
- Oliver Hutton in Captain Tsubasa
- Nozomi Yumehara/Cure Dream in Eiga HUGtto! Pretty Cure Futari wa Pretty Cure - All Stars Memories

2019
- Flail in Fire Force

2020
- Taichi Yagami in Digimon Adventure:

2023
- Nozomi Yumehara/Cure Dream in Power of Hope: Pretty Cure Full Bloom

2024
- Mitsuo Goshima in Uzumaki

### OVA e ONA
- Hiroshi Iwanami in Alien Nine
- Ragazza A in FLCL
- Akira in Girl Power
- Natsuki Aizawa in Hiyokoi
- Elliot Chandeler in My-Otome 0~S.ifr~
- Nabul, Mira Onigawara in Majokko Tsukune-chan
- Fritz in The Grimm Variations

### Videogiochi
- Renton Thurston in Another Century's Episode 3
- Theo in Luminous Arc
- Leo in Minna no Golf Portable 2
- Eric Lecarde in Castlevania Judgment
- Ella in Fantasy Earth: Zero
- Ryo Akizuki in THE iDOLM@STER: Dearly Stars
- Renton Thurston in Super Robot Wars Z
- Richard (giovane) in Tales of Graces
- Bad Girl in No More Heroes: Heroes' Paradise
- Tokio Kuryuu in .hack//LINK
- Gino Knab e Chim (maschio) in Atelier Totori: The Adventurer of Arland
- Renton Thurston in Super Robot Wars Z2: Destruction Chapter
- Gino Knab e Chim (maschio) in Atelier Meruru: The Apprentice of Arland
- Kei Jinguji in Hyperdimension Neptunia Mk2
- Renton Thurston in Super Robot Wars Z2: Rebirth Chapter
- 9/Tokio Kuryuu in .hack//Versus
- Narancia Ghirga in JoJo's Bizarre Adventure: All Star Battle
- Furias in Granblue Fantasy
- Chamonix in Lord of Magna: Maiden Heaven
- Narancia Ghirga in JoJo's Bizarre Adventure: Eyes of Heaven
- Boruto Uzumaki in Naruto Shippuden: Ultimate Ninja Storm 4
- Hilda (Fire Emblem: Seisen no Keifu) e Marcia in Fire Emblem Heroes
- HMS Jamaica in Azur Lane
- Pinocchio in SINoALICE
- Yu Nogi in Digimon Story: Cyber Sleuth - Hacker's Memory
- Boruto Uzumaki in Naruto to Boruto: Shinobi Striker
- Boruto Uzumaki in Jump Force
- Raffaello in Chocobo's Mystery Dungeon EVERY BUDDY!
- Chim Dragon in Atelier Lulua: The Scion of Arland
- Aak in Arknights
- Brendon e Hop in Pokémon Masters EX
- Hendrik (giovane) in Dragon Quest XI S: Echi di un'era perduta - Edizione Definitiva
- Mika in Genshin Impact
- Bad Girl e Ouma in No More Heroes III
- Raffaello in Chocobo GP
- Boruto Uzumaki in Naruto x Boruto Ultimate Ninja Storm Connections
- Daviyaga in Dragon Quest X: Rise of the Five Tribes Offline

### Ruoli di doppiaggio
- Charlotte "Lottie" La Bouff in La principessa e il ranocchio